# Pariser Jahrmarktstheater

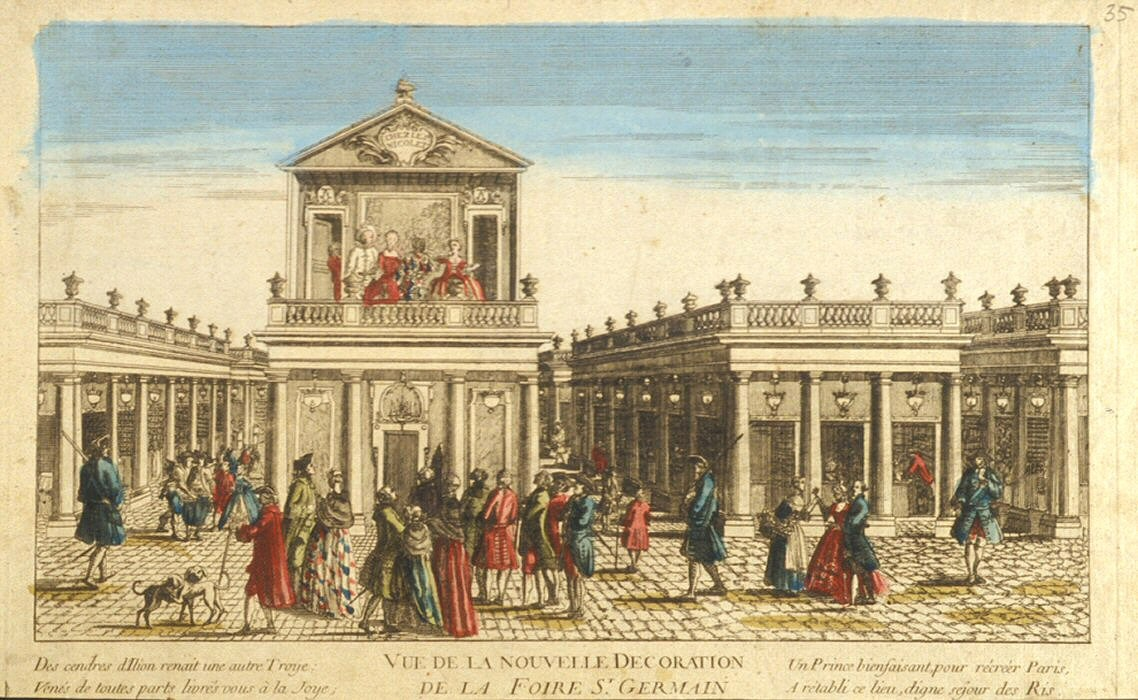
Freilichtaufführung auf dem Jahrmarkt von Saint-Germain

Pariser Jahrmarktstheater (französisch Théâtre de la foire) nennt sich ein Spektrum von Unterhaltungsveranstaltungen in Paris seit dem 17. Jahrhundert, zu denen Theater-Parodien, Marionettentheater, Artistik, Pantomime, Vaudeville und später die Opéra-comique gehörten (vgl. Volkstheater).
Diese Veranstaltungen hatten ihr jahreszeitliches und örtliches Zentrum auf den Jahrmärkten von Saint-Germain, Saint-Laurent und später Saint-Ovide. Sie waren der Ursprung aller kontinentaleuropäischen Theaterformen, die nicht von den Hoftheatern ausgingen, sondern vom Unternehmertum des Dritten Standes. Diese Bedeutung hat mit dem Publikumsvolumen zu tun: Paris als größte europäische Stadt überschritt im 18. Jahrhundert schon die Grenze von 500.000 Einwohnern, während Wien, die größte Stadt im deutschsprachigen Raum, um 1790 erst 200.000 Einwohner zählte.
Jahrmarktstheater waren stets ein Symbol für den individuellen (und privatwirtschaftlichen) Widerstand gegen die etablierten, vom Adel geführten Theater der Stadt und des Hofs, die ihre Konkurrenz bekämpften.

## Saint-Germain

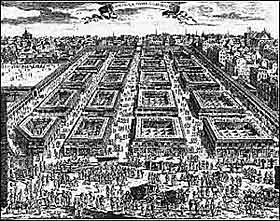
Der Jahrmarkt Saint-Germain

Der Jahrmarkt wird erstmals um 1176 erwähnt und wurde rund um die Abtei Saint-Germain-des-Prés abgehalten. Er dauerte in der Regel drei bis fünf Wochen um Ostern herum. Seit dem 18. Jahrhundert war er vom 3. Februar an bis zum Palmsonntag geöffnet. Es wurden Textilien und Geschirr besserer Qualität verkauft, aber keine Waffen oder Bücher. Es gab den Jahrmarkt bis 1789, als er in der Französischen Revolution in den Besitz der Stadt überging. 1818 wurde er als städtischer Markt wiedereröffnet. Den Jahrmarkt gibt es wieder seit seiner Wiederbelebung 1978.
Die ersten bekannten Komödianten, die sich auf diesem Jahrmarkt produzierten, waren Jean Courtin und Nicolas Poteau, die 1595 einen Prozess gegen die Truppe des Hôtel de Bourgogne gewannen, die auf ihrem Privileg bestand. Einen ähnlichen Erfolg hatten 1618 André Soliel und Isabel Le Gendre. Später zeigten sich Marionettenspieler, Seiltänzer, Bodenakrobaten und Tierbändiger auf dem Jahrmarkt. 1696 wurden vier kleine Theater mit je etwa 100 Sitzplätzen gebaut.
Nach 1700 erfolgte eine Literarisierung, auch eine Politisierung des Jahrmarktstheaters. Mehr und mehr wurden Opern und Theaterstücke gespielt, die bekannte höfische Theaterereignisse verspotteten. Schriftsteller wie Alain Lesage oder Louis Fuzelier schrieben für das Jahrmarktstheater.

## Saint-Laurent

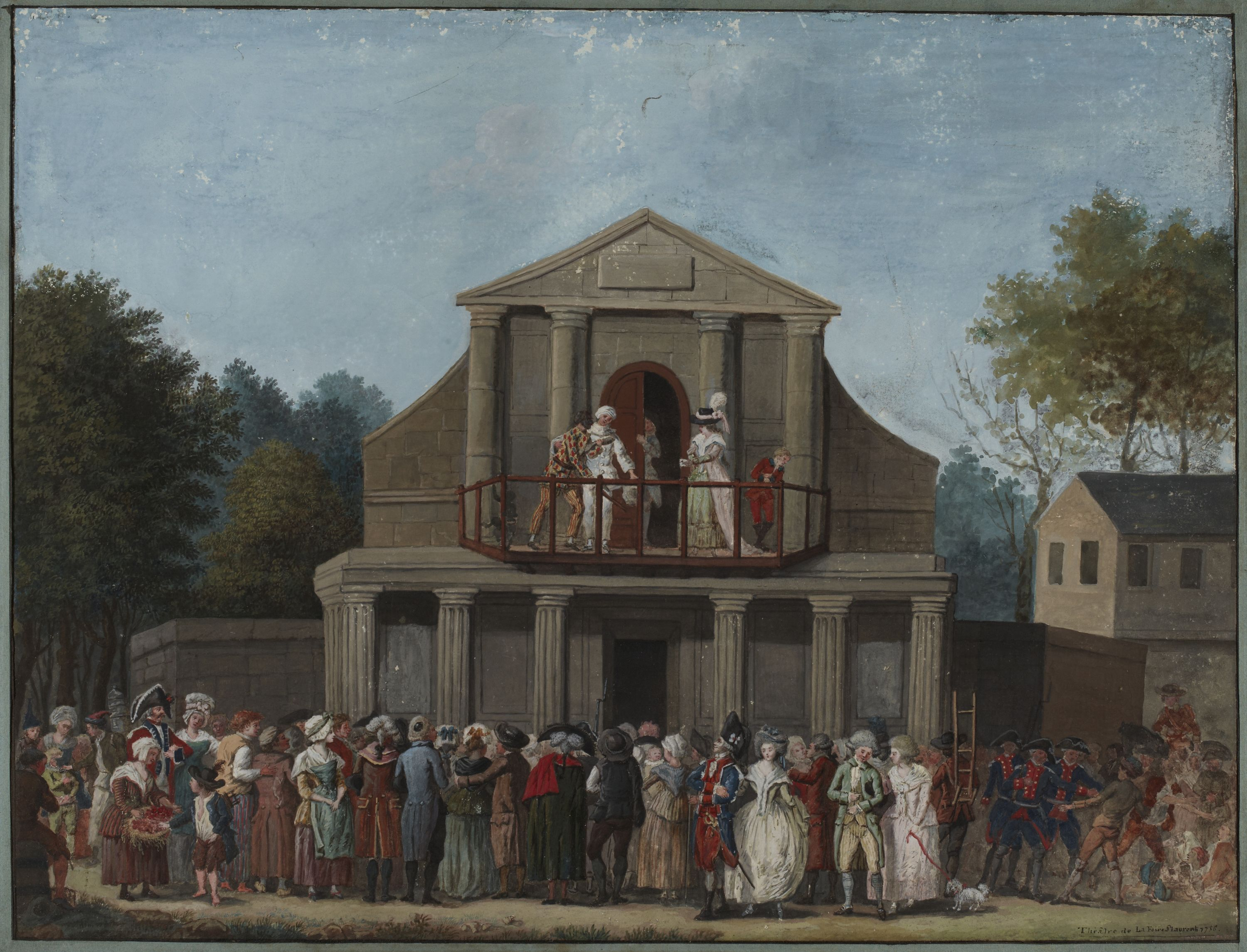
Aufführung in Saint-Laurent

Der Jahrmarkt Saint-Laurent bestand seit 1344 im Enclos Saint-Laurent zwischen der gleichnamigen Kirche und dem heutigen Ostbahnhof (Gare de l’Est). Im 18. Jahrhundert wurde er vom 9. August bis zum 29. September abgehalten.
Der Jahrmarkt Saint-Laurent war ein Treffpunkt für Handwerker, Händler und bürgerliche Kunden unter freiem Himmel, während der überdachte Jahrmarkt Saint-Germain eher als Einkaufszentrum für Luxusgüter wie Schmuck oder Porzellan diente.
Viele Artisten und Theatertruppen des Jahrmarkts Saint-Germain traten auch hier auf, weil der eine Jahrmarkt im Frühling und der andere im Sommer abgehalten wurde. Als sich die Theaterszene vergrößerte, wurden Theaterproduktionen von Saint-Germain in Saint-Laurent wieder aufgenommen.

## Saint-Ovide

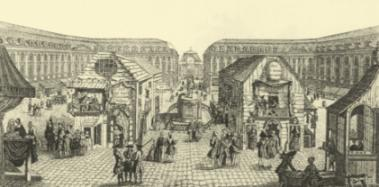
Buden von Saint-Ovide

Der Jahrmarkt Saint-Ovide wurde seit 1764 auf dem Place Louis XIV (heute Place Vendôme) abgehalten und 1772 auf den Place Louis XV (heute Place de la Concorde) verlagert. Trotz der kleinen Dimension war er eine wichtige Konkurrenz von Saint-Laurent, der ungefähr zur gleichen Zeit stattfand (etwa 15. August bis 15. September).
1777 wurden die Buden durch einen Brand zerstört.

## Geschichte
Der Komiker Tabarin, der zu Beginn des 17. Jahrhunderts sehr erfolgreich war, wurde von der Französischen Klassik zum Feindbild erklärt, sodass sich eine Rivalität zwischen populären und höfischen Darbietungen ausprägte. Die artistischen Darbietungen des 17. Jahrhunderts wurden zunehmend zu kleinen Komödien und damit zu einem Markt für talentierte Schriftsteller und Komponisten.

### Verbote und ihre Umgehung
Seit der Vertreibung der italienischen Komödianten aus Paris 1697 durch Ludwig XIV. entstanden neue französische Theaterformen. Die Professionalisierung der Jahrmarktsspektakel beunruhigte sogar die Comédie-Française, die in ihnen eine gefährliche Konkurrenz zu erblicken begann. Aufgrund verschiedener Prozesse, die sie gegen die Jahrmarktskomödianten führte, erreichte sie 1707 das berühmte Verbot der „pièces dialoguées“ auf den Jahrmärkten, ein generelles Verbot (französischer) Bühnen-Dialoge, aus dem die stumme Pantomime hervorging.
Aus der Geschicklichkeit, mit der dieses Verbot umgangen wurde, entstanden neue Theaterformen, etwa Stücke, die ausschließlich aus Monologen bestanden. Später wurde auch ein Kauderwelsch erfunden (Pendao le medicinao !: pendons le médecin: „hängen wir den Arzt“), um den alleinigen Anspruch der Comédie-Française auf die französische Sprache nicht zu verletzen. Schließlich wurden Zwischentexte auch mit Hilfe von Schildern und Papierrollen gezeigt. Um das Gesangsverbot auf der Bühne zu umgehen, wurde das Publikum zum Singen animiert. Der Pariser Polizeikommissar Ményer beschreibt dies um 1718 folgendermaßen:
…Der erste Akt wird gleichermaßen von den Darstellern wie von den Zuschauern gespielt. Von oben erscheinen Tafeln, auf denen das gespielte Stück in Vaudeville-Manier als Text zu bekannten Melodien steht. Die Darsteller zeigen pantomimisch, was auf den Schildern steht, und die Zuschauer singen den Text dazu. Dazwischen, um die Couplets zu verbinden, sagen die Darsteller ein paar Worte, und als die Schilder gesenkt werden, spielen vier Violinen, ein Bass und eine Oboe die Melodie, zu der der nächste Text gesungen wird.
Auf diese Weise konnte die Comédie-Française nicht mehr gegen erfolgreiche Produktionen vorgehen. Die Pariser Oper demgegenüber hatte bereits im ganzen französischen Königreich das alleinige Recht, Gesangs- und Ballettdarbietungen aufzuführen, und mussten sich deshalb um keine Verbote bemühen. Die Direktoren der Oper versuchten jedoch, ihre Einkünfte zu verbessern, indem sie Theaterunternehmern auf den Jahrmärkten das Recht zu musikalischen Spektakeln verkauften. So entstand 1714 das Genre der Opéra-comique.
Doch mit dem wachsenden Erfolg der Jahrmarktsproduktionen erhöhte die Oper auch die Lizenzgebühren und brachte die freien Unternehmer in Schwierigkeiten. Dies nutzte wiederum die Comédie-Française, indem sie 1719 ein generelles Aufführungsverbot auf den Jahrmärkten mit Ausnahme von Marionettenspiel und Seiltanz erreichte.

### Opernaufführungen
1716, nach dem Tod des Sonnenkönigs, der die Italiener vertrieben hatte, hatte der Regent Philippe II. die Comédie-Italienne gegründet, das spätere Théâtre-Italien: Sie spielte 1721–1723 ohne nennenswerten Erfolg auf dem Jahrmarkt Saint-Laurent.
Der Kaufmann Maurice Honoré konnte 1724 das erneute Recht zu Opernaufführungen erwerben. Auf ihn folgten weitere Lizenznehmer. Der bedeutendste Vertreter des Jahrmarktstheaters Charles-Simon Favart wertete die Opéra-comique durch seine dichterischen und unternehmerischen Leistungen auf, sodass sie 1762 als erstes ursprünglich bürgerliches Theatergenre in das königliche Théâtre-Italien Einzug halten konnte.
Das Genre der Opernparodie, das auf den Jahrmärkten entstand, hatte weit über die französischen Grenzen hinaus Einfluss, so auch auf das Alt-Wiener Volkstheater. Favarts Gattin Marie Duronceray etwa gab in ihrer berühmten Parodie auf Jean-Jacques Rousseaus Le devin du village mit dem Titel Les Amours de Bastien et Bastienne (1753) das zarte Landmädchen realistisch mit Holzschuhen und Dialekt. Der Stellenwert einer ernsten Oper ließ sich danach bemessen, wie oft sie auf den Jahrmärkten parodiert wurde.

### Weitere Darbietungen
Neben den Theater- und Opernaufführungen gab es auf den Jahrmärkten auch zirkusähnliche Darbietungen, Schaustellungen von Abnormitäten in Kuriositätenkabinetten, Wandermenagerien etc. Seit dem Ende des 18. Jahrhunderts verlagerten sich die Veranstaltungen mehr und mehr in die Spielstätten an den Pariser Boulevards, hauptsächlich am Boulevard du Temple.